# テレビ離れ
テレビ離れ（テレビばなれ）とは、テレビの視聴をする機会が減少もしくは習慣を持たなくなること、およびそのような傾向を指す言葉である。世界各国でテレビ離れの傾向がある。

## 概要
テレビ離れはテレビ視聴よりも他媒体の優位性が向上し、もしくは、選択肢が増えたこと等によって相対的にテレビ視聴の頻度が低下する現象のことである。こうした傾向が統計上で現れ、「テレビ離れ」と呼ばれるようになった。
1980年代からファミコンブームや塾などの影響で特に男の子の間でテレビ離れが始まっていた。
総務省の統計によると、日本のテレビ平均視聴時間は1990年代以降も増加傾向にあったが、2000年代中頃にピークを迎え、2010年代以降は減少傾向にある。ほか、テレビの総世帯視聴率 (HUT) も同様、低下傾向にある。1998年度下半期の全日（6時～24時）の総世帯視聴率 (HUT) は45.7%で、以後も漸減傾向ではあるものの、大きな変化は見られなかったが、コロナによる巣篭り需要が落ち着いた2020年度下半期以降は下落傾向となり、2022年度下半期には32.4%まで低下した。最も視聴率が高いとされるゴールデンタイム（19時～22時）のHUTは1997年度下半期には70%台を超え、以後も60%台前後の数値を維持していたが、2020年度下半期以降は全日同様低下傾向となり、2023年度上半期には49.2%にまで落ち込んだ。また、民放キー局にNHKを加えたゴールデンタイムの放送局別視聴率は、2000年代中期から12%前後と比較的安定した数字を保持していた日本テレビとテレビ朝日が、2021年度下半期に10%台を割り込み、2023年度上半期には前者が8.7%、後者が8.5%に低下した。他の4局も2021年以降は急落傾向となり、2023年度上半期にはNHKが8.6%、TBSが6.5%、フジテレビが5.7%、テレビ東京が5.1%にまで落ち込んだ。
2005年（平成17年）度のNHKの「国民生活時間調査」 によれば、日曜日にテレビを見る時間は10代男性が1995年（平成7年）の3時間34分から2005年（平成17年）に2時間52分、20代男性は3時間48分から2時間45分に減少している。行為率（テレビを観る人の割合）も同様に10代が94%から84%へ、20代は85%から74%に減少した。ただし、この行為率は全年齢層で微減している。この中で「若い男女は各曜日を通して視聴時間が短い。一方、70代以上は1日5時間以上テレビを見ており、主婦、農林漁業者も同様に長時間視聴している」としている。2012年の博報堂DYメディアパートナーズメディア環境研究所が行った調査では、自称元ヤン・元ギャルも一般の人よりテレビの視聴時間が長い傾向にあることがわかった。
2024年におけるテレビ視聴時間およびネット利用時間の年代別統計 によると、若年層の利用傾向は以下の図となっている。
| 年代 | テレビ            | ネット               |
| ---- | ----------------- | -------------------- |
| 10代 | 40分 (-61%vs2012) | 243分（+124%vs2012） |
| 20代 | 53分 (-57%vs2012) | 257分（+129%vs2012） |
| 30代 | 80分 (-50%vs2012) | 226分（+195%vs2012） |

地上波のテレビ局数も関東をはじめ、三大都市圏や五大都市圏とそれ以外の地域でのチャンネル数や番組編成の違いもあり、地方都市部を中心にテレビでテレビ番組を見るスタイルから、インターネットを通じて携帯情報端末でテレビ番組を見るスタイルに変化しつつある。傾向として、無職や高齢者の視聴時間は増加しているが、テレビを視聴する人は全体的に微減しており、その中で特に若い男性がテレビを見なくなっている
。
例としてNHK紅白歌合戦の視聴率推移を見ると、1990年代は50%台（2部）を維持していたが、2000年に48.4%（2部）、39.2%（1部）と50%（2部）を切って以降この数字までは回復せず、2023年では31.9%（2部）、29.0%（1部）と30%（1部）を切っておりこの傾向の一部が窺える。また、現代では民放・NHKを問わず、レギュラー番組で視聴率が20%を超える番組は極少数である。

## 歴史

### 1990年代以前
1986年、若者とメディアの関係を研究していたメディア社会学者の成田康昭は情報の高感度社会におけるテレビについて『自らそのメジャー性、マスメディア性を脱ぎ捨て続けていかないと、現状の維持すらできなくなる可能性がある』との指摘を行っていた。
長らく「娯楽の王様」として右肩上がりの成長をしていたテレビだが、総世帯視聴率は1993年をピークに下落傾向となる。
1997年（平成9年）の内閣府による「高齢者対策総合調査」の中の「高齢者の健康に関する意識調査」において、現在の趣味として「テレビ」と答えた高齢者は31.4%なのに対して、今後の趣味として「テレビ」と答えた高齢者は21.0%となっている。

### 2000年代
2008年（平成20年）3月に行われた、NHK放送文化研究所のワークショップにおける調査報告においては、20代についてテレビを見ない人の増加や夜間視聴率の低下は起きているものの、「テレビ離れが起きているとまでは言えない」としているが、漠然視聴の増加や視聴習慣の弱まりが確認されており、これを「テレビ視聴の希薄化」と位置づけられるのではないかと提起していた。
グループインタビューの結果報告によると、テレビを長時間視聴している人は仕事の充実度が低い傾向にあり、テレビを重要と考えている人は、生活態度が受動的な傾向にある。いずれにせよ、長時間視聴する人は番組へのこだわりが薄い人が多い。長時間視聴・高重要と考えているグループは、テレビに「家族」という印象を持っており、長時間視聴・低重要と考えているグループは、テレビに「友達」という印象を持っている。
2008年（平成20年）5月に、NHK会長の福地茂雄が、課題として「若者のテレビ離れ」「テレビ視聴の希薄化が若者を中心に発生」を挙げ、深夜番組の刷新や課題層へ、番組の新たなアプローチ方法を模索するなど、解決に向けた取り組みを語っていた。
2009年3月、NHKはテレビ番組『日本の、これから』の「テレビの、これから」の回でテレビ離れについての公開討論の場を設けるが、民放プロデューサー側は「インターネットには金を集める力が無いから既存メディアを追い抜くことはできない」とした。同年のBPO「“デジタルネイティブ”がテレビを変える！」パネルディスカッションで荻上チキは「IT革命なりネットバブルなりで、メディアの状況が変わるんじゃないかということが過剰に語られている」「特別インターネットや“デジタルネイティブ”がテレビを変えるとは僕はまったく思わない」とし、オタクのようなたいしたことのない存在であるとして影響を疑問視した。
一方、2008年（平成20年）と2009年（平成21年）に、インターネットコムなどにより行われた調査では、「情報」「娯楽性」共にテレビよりもインターネットを重視する傾向となっており、2009年（平成21年）同調査でテレビの視聴時間が「短くなった」との回答は2/3を占めた。
2009年（平成21年）に、厚生労働省が行った「全国家庭児童調査」において、テレビやDVDをほとんど見ないと答えた子供の割合は、2004年（平成16年）の調査に比べて2倍超に増え、見ている場合でも、視聴時間は減っていることがわかった。
現場側ではデジタル技術の発展が裏目に出て、地上波デジタル放送の設備投資のためとして番組予算が減らされた。またデジタル技術の発展でカメラ撮影や編集がプロでなくても可能になったため、人員削減がされディレクターの負担が高まった。

### 2010年代
2010年(平成22年)1月25日から1月27日に、NTTコミュニケーションズが行った調査では、若い世代(20代以下)は他の世代に比べテレビ離れの傾向が大きく出ており、録画をしてテレビを見るという人も他の世代に比べ少ない傾向が出ていた。
2011年（平成23年）のアスキー総合研究所の調査では、既に20代では7人に1人程度（13.5%）が、全くテレビを視聴していない事がわかった。また、2011年（平成21年）7月24日の地デジ化を機に、テレビを捨てた世帯がある程度居る (なお、ビデオリサーチにおける調査対象ではテレビ非所有世帯を除外している)。
一方、ケーブルテレビの加入者も増加している。時事通信の調査によると、被災三県以外において地デジの対応をしていない人は2.1%にものぼっており、20代～30代の若年層において3.5%前後と高く、また70歳以上の高齢者も1.2%居ることがわかった。また、2011年8月末までにNHKの解約件数が9万件を超えていることも判明している。
2011年上期のABC部数調査において、テレビ情報誌のザテレビジョンが8万部減、月刊ザテレビジョンが12万部減であった。
NHK世論調査部の全国個人視聴率調査によると、若年層と高年層の視聴の差が広がっていることがわかった。2010年の時点で20代男女と30代男性において、1割以上の人がテレビを全く視聴しておらず、2000年と比べて2010年の20代女性のテレビ視聴時間は25%以上も減っている。逆に、高齢者のテレビ視聴時間が増えているが、高齢者は衛星放送を見る傾向にあり、70歳以上の男性においては42%が週に一度以上衛星放送を視聴している。
ビデオリサーチが行ったRDD方式によるBS世帯普及率調査によると、BSチューナー付の地デジ対応型テレビが普及することによって、2011年10～12月の平均で、BSの視聴可能世帯数は全世帯の72.3%まで増加している。なお、2011年12月のRDD方式によるBSパワー調査では、ゴールデンタイムにおけるBSデジタル放送への週平均接触率は15.2%となっている。
2012年、地上波のロンドンオリンピック番組の平均視聴率がNHKで9.2%、在京5局で7.4%と、1988年の計測開始以来過去最低になった。計測に含まれないBSでの視聴が増えていることや、放送時間の増加、時差により深夜に行われる競技が多かったことが原因と言われている。放映権料の高騰や深夜のCM枠販売の不振によって、民放連加盟社全体のオリンピック放送の収支は、1984年（昭和59年）以来初の赤字となり、数億円のマイナスとなった。
2012年3月～4月にインターネットで行われたクロス・マーケティングの調査によると、テレビよりも商品比較サイトを参考にして商品購入する人の方が多くなっている。またインターネット通販の普及によって、2012年（平成24年）11月には、テレビ通販老舗の日本直販を行っていた総通が破綻し、民事再生法の適用を申請している。
2012年の大阪ガス エネルギー・文化研究所のネット調査によると、年齢層が高いほど生活におけるテレビの重要性は高くなっており、逆に年齢層が低いほど生活における携帯電話・スマートフォンの重要性は高くなっているという結果が出ている。
NTTアドのネット調査によると、テレビとソーシャルメディアの両方を利用している人はそうでない人よりもテレビの視聴時間が長いという結果が出ている。なお、ソーシャルメディアでネタにされやすい番組は、「ニュース、報道番組」や「スポーツ」という結果が出ている。
2013年（平成25年）1月28日から3月1日まで6週間、ビデオリサーチの関東地区の週間視聴率ランキングにおいて、視聴率の20%を越える番組が存在しなかった。3週間以上連続で20%を越えないのは、このランキングが始まって以来初めてである。
日本雑誌協会の調査によると、テレビ情報誌「ザテレビジョン」、「週刊TVガイド」の2016年10月～12月期の平均印刷証明付き発行部数は、「ザテレビジョン」が約25万3千部、「週刊TVガイド」が約26万3千部であった。この数字は、6年前の2010年10月～12月期の両誌の平均印刷証明付き発行部数（「ザテレビジョン」が約50万7千部、「週刊TVガイド」が約50万5千部）の約半分に相当する数字である。
『踊る大捜査線』大ヒット以降、邦画大ヒットの多くはテレビが生んできたが、2016年に大ヒットした映画『君の名は。』はテレビがほとんど関与していなかった。
2017年の総務省「情報通信メディアの利用時間と情報行動に関する調査」では、テレビ視聴時間は10代が73.3分、20代は91.8分まで下がっている(2013年の調査では10代が102.9分、20代が121.2分)。
2019年には、日本において、インターネット広告費がテレビ広告費を初めて上回り、広告市場のデジタルシフトが鮮明になった。

### 2020年代
2020年10月にNHK放送文化研究所が実施した調査によると、調査日（平日）に15分以上テレビを視聴した割合は10歳～15歳で56％、16～19歳で47％、20代で51％となり、10代～20代の半数がテレビをほぼ視聴していないことが示された。要因として、夜間はインターネットの利用が増加したこと、朝の時間帯においても化粧や身支度などの身の回りの用事が増加していることが挙げられている。全世代の合計では2015年に85％であったが、2020年には79％に減少した。2015年の調査と比較すると30代～40代においても10％を超える減少となり、テレビ離れが加速している実態が明らかとなった。一方、年代が上昇するにつれてテレビの視聴割合も増加し、70代以上では95％がテレビを視聴している。
総務省が2021年8月に発表した情報通信メディアの利用時間に関する調査では、2012年の調査開始以来初めて、10代から60代の平均値でインターネット利用時間がテレビ（リアルタイム）視聴時間を上回った。新型コロナウイルス感染症の拡大に伴う在宅時間の増加によって利用時間が増えた娯楽については、10代、20代では「動画投稿・共有サービスを見る」が最も多く、30代以上では「テレビ（リアルタイム）を視聴する」が最多であった。
またテレビの個人視聴率の普及に伴う「コア視聴率」重視の方針によって地上波のテレビ番組が40代向け中心へとシフトし、高齢者のテレビ離れも進んでいる。
テレビ雑誌の休刊も進んでいる。2022年にはNHKの週間情報誌「NHKウイークリーステラ」が、2023年には大手週間テレビ情報誌「週刊ザテレビジョン」 と大手CM情報誌「CMNOW」 が休刊となった。

## 原因

### イメージの悪化
やらせ、いじめ、差別を助長するなど多数のメディア問題が噴出し、テレビのみならずメディア全般に対する不信感が高まっている。1985年には『やらせリンチ事件』も起きている。視聴率主義の中で日本テレビ視聴率買収事件も起きている。
漫才ブーム以降のからかいやイジりと言う名目のいじめ芸を不快に感じる人が声を上げられる世の中になり、テレビで行われるそれらがテレビ離れに繋がっているという指摘がある。若年の出演者が上の世代のノリを嫌って出演を拒否するケースも出てきている。
面白い番組しか見たくないというリスク回避の要求や、決まった時間を占有されることに対する拒否感があると指摘されている。
テレビは食事中に見られているが、教育において、食事中はテレビを消そうという運動が行われている。福岡県では取り組みによって、食事中にテレビを「消している」・「どちらかといえば消している」と答えた児童が、取り組み前から取り組み後の2年間で約25ポイントも増えている。
2020年代にはワークス・ジャパンや就職四季報プラスワンの就活人気企業ランキングで民放テレビ局が圏外となった。また番組制作側から見てもテレビ番組の仕事は待遇が悪く割に合わないという声が挙がっている ほか、フリーランス協会によればフリーランスにおける労働条件も放送より配信のNetflixの方が良いものとなってるとされる。テレビ局からの人材の流出も相次いでいる。
自己利益に繋がるような宣伝、礼を欠いた取材態度 なども批判されている。
- 放送倫理・番組向上機構(BPO)、報道倫理
- 実名報道、無罪推定の原則、メディアと人権侵害、報道被害
- 偏向報道、マスコミ不祥事、誤報、虚偽報道(フェイクニュース)、ポスト真実の政治、ファクトチェック

テレビを始めラジオ・新聞・雑誌はオールドメディア、レガシーメディアなどと呼ばれ、好きな時に好きな場所で好きなデバイスで見られて双方向性もあるインターネットに比べ、古くさい印象を持たれている。
マスメディア自身が持つ既得権益に対しても不信が高まっている。テレビ局は一般人に対してエリート意識、上から目線を持っているという批判もある。一般人より番組等に関するクレームが来ても横柄な態度を取るか、聞き流すだけで、取材に際してスケジュールや遵守べき事項を反故にするなど、制作側の倫理観の欠如も指摘されている。一方で、広告代理店やスポンサーには弱く、彼らからのクレームには敏感であるとされている。番組の内容はスポンサーからの要望などにより、変更されることが多い。
2024年頃から選挙でテレビが批判・軽視した候補がインターネットを拠点に躍進することが目立ち、その報道内容一切を忌避・敵視するのがトレンドとなっていると指摘される。

### コンテンツの多様化
2000年代に入ると、コンテンツの選択肢が圧倒的に増え、テレビが数ある選択肢の中の一つの存在に成り下がったとされる（特に若年層に顕著）。ゲームやインターネットの普及のほか、レンタルビデオ店におけるDVDレンタル料の低価格化と仕入れ枚数の増加も起きている。
インプレスが発表した「インターネット白書2007」では、インターネットの普及および利用時間の増加によってテレビの視聴時間がますます減少するのではないかと指摘されている。2007年当時には動画に限っても、YouTubeやニコニコ動画などの動画共有サイトや、GYAO!やHuluやバンダイチャンネルなどの無料・定額制動画サービスが伸びてきていた。ただし、動画サイトはくつろいでいる時に見られる傾向があり、テレビと違って食事中や外出準備中や家事中に見られることは少ない。
アジャイルメディア・ネットワークが2007年（平成19年）3月15日から3月31日に行った「ブログ読者のメディア利用動向に関する調査」では、インターネットユーザーの中においてブログ読者層は一般的なユーザー層に比べてインターネットの利用時間が長くなっており、テレビなどのマス媒体の利用時間が短い傾向が出ていた。
イギリスの新聞タイムズによるフジテレビの取締役への取材(2007年)によると、ゴールデンタイムにテレビを見る代わりに、任天堂の家庭用ゲーム機・Wiiで遊んで過ごす家族が増えつつあると述べている。
前述のテレビをモニタとして利用するテレビゲームとの競合はファミコンの普及した1980年代から存在していたが、2010年代になりHDMIが普及するとテレビをパソコン用モニタとして利用できるようになり、またChromecast・Amazon Fire TV・Apple TVに代表されるビデオコンテンツをテレビ画面に表示する製品の普及によって、「家電としてのテレビは見ているがテレビ放送の視聴はしていない」という状態も徐々に増えている。
そしてテレビという機器が動画配信の流行によって放送を前提としたものでは無くなっているという指摘もある。テレビのインターネットへの接続率は2022年時点で 45.5% に達しているとされる（ADKマーケティング・ソリューションズの調査に依る）。既に放送が要らない層に向けて安価なチューナーレステレビが発売されており、そのチューナーレステレビが特に働き盛りの世代で人気となっているとされる。日本のインターネットトラフィックは年々大幅に伸びてきている。

### 録画機器の普及
ビデオテープレコーダー・DVD・Blu-ray Disc等の録画機器が普及するに従って、リアルタイムでテレビを見るよりも録画したものを見る傾向が強くなってきた。好きな時間に見られると共に山場CMをカットできる利点がある（ただし、CMスキップ機能の録画機器は民放連などの抗議に遭い、「CMスキップ機能」の録画機器を発売しなくなったメーカーも出ている。CMスキップを参照）。ところが、録画された番組の視聴は視聴率に反映されないため、結果として視聴率を下げる結果となっている。

### 質の低下
2012年6月の朝日新聞土曜版のbeモニターに対するアンケート記事において、75%が最近のテレビはつまらないと答えている。
つまらないと答えた人の、つまらないジャンルはバラエティー・お笑い、ドラマ、情報・ワイド番組の順に高い。逆に、つまらなくないと答えた人の面白いジャンルは、ドキュメンタリー、ニュース、ドラマの順となっている。つまらない地上波放送局はフジ、日テレ、TBSの順であり、面白いチャンネルはNHK、テレ朝、NHK BSプレミアムの順となっている。
2022年には芸能人のマツコデラックスが「テレビ（番組）は世間一般の平均値よりもダサい人が作ってる」という指摘を行っている。また2023年にはテレビ東京のプロデューサーの高橋弘樹がインタビュー記事において「すでにテレビ業界に優秀な人って入ってこなくなっている」と指摘している。
テレビがつまらないと答えている人が増えたのは、視聴率低下によってスポンサーからの広告収入が減少し、併せて製作費も減少することで質の高い番組が作れなくなったとの見方が強い。また報道番組などでは局の意向が強い、またはワイドショー化されて過剰な演出や低俗な報道が目立つとの批判もある。さらに、テレビ局が予算を抑えるため、下請けの制作会社に番組制作を一任し、制作環境や管理状態が悪化していることも問題視される。
バラエティ番組でも批判が多い。AOLニュースは、フジ系で放送された27時間テレビの2013年放送分に対するネット上の意見を視聴者の「テレビ離れ」ではなく、番組が内輪だけで受けている状態であるという「テレビの視聴者離れ」に基づくものと評した。地デジ化を理由に予算が減って、そのまま低予算低クオリティ体質が続くようになったとの声もある。
20世紀が終わる頃からからタブーと自主規制でテレビ放送の規制も厳しくなっていき、またスポンサーを直接狙うクレーマーも出てくるなど、かつてのような番組を作ることが困難になり面白みが消えつまらないのも一つの要因としてとらえられている。
また、書籍やネットニュース、SNSからそのまま引用して番組やコーナーを構成することが増加したことも挙げられる。テレビプロデューサーの小松純也は、テレビがこうした他媒体を頼ることで、テレビの視聴による一次情報が減少し、引用元のメディアに視聴者が移動していると推論した。
制作会社側もテレビ離れや不況を受けてますます予算が減らされ、さらに質の低下を余儀なくされるという悪循環に陥っている。

### 視聴者非主流層の切り捨て
テレビの視聴者はいくつかの層に分類されている。
このうち視聴率を大きく左右する主流層を優先した編成が行われ、非主流層におけるテレビへの不満は高くなっている。一方で、視聴層が狭く購買力がある層（コアユーザー）に頼った番組が増えている。
バブル崩壊から2000年代は、スポンサーが重視する、購買欲の高い若者女性（F1層および、女子のティーンズ層）向けの番組が重視される傾向があった。1980年代以前のゴールデンタイムは、老若男女誰でも受け入れられる番組が主体だったのに対して、それ以降は、明らかに女性をターゲットにした番組が午前中はもとより、ゴールデンタイムでも主流になっていた。中でも情報系番組は「女性に人気」「女性が支持する」といった語句を並べて、あたかも男性視聴者は存在しないような番組作りを行っている番組もあった。日本テレビはかつて巨人戦を中心としたプロ野球中継を柱にしていたが、女性向けの番組がスポンサーから支持されると知ると、地上波での野球中継を大幅に削減した ことで男性層に気に入られる番組が少なくなり、男性層がテレビから離れる結果となった。レギュラー番組でも、「伊東家の食卓」を「女性の視聴率が低い」という理由で終了させている。
2010年代になると、少子高齢化の進展などの要因により世帯視聴率を獲得するために中高年層に支持される番組が増加したことで、若年層のテレビ離れをもたらし、お笑い番組も減少した。テレビ東京は、このような状況の中で独自路線を強めて一部コア層のための番組を多く編成して高評価を得ており、2015年頃からは視聴率も上昇したが、万年最下位ゆえの過剰評価な点もありその後は苦戦した。
テレビアニメはテレビに切り捨てられながらも発展を遂げた。アニメは主に若年層をターゲットとするため、個人視聴率の導入と共にスポンサーが取れなくなって削減されていき、2000年代には多くの番組が深夜枠に移っており、アニメソングもテレビでめったに扱われない状況だったが、2015年時点で若い男女（18歳〜24歳）がドラマよりもアニメ志向になった。しかし全日帯でのアニメの削減は止まらず、テレビ朝日の代表的アニメである「ドラえもん」「クレヨンしんちゃん」は世帯視聴率の低下が要因として2019年に金曜夜7時から土曜夕方へと移動され、同時間帯で「ザワつく！金曜日」の放送が開始されることとなった。「ザワつく！」は高い世帯視聴率を上げているものの、若年層は掴まえられていないという。
対照的にテレビドラマは重視され続けてきたものの、2010年代には刑事・医療ドラマ偏重が目立ち、スポンサーの取りやすいコア層（13歳〜49歳）に逃げられる結果となり、若者のドラマ離れに繋がっていったとする見方もある。原因は何であれ若者のドラマ離れが進んでおり、ドラマ脚本家の森下佳子は『ドラマを観ること自体が「オタク化」してきているのではないか、とも感じています』と述べる。
2020年代になると、高齢者重視では購買意欲が低くスポンサー受けが悪くなったことから、逆にテレビ番組の基準が世帯視聴率から個人視聴率重視へと変化した。ターゲットの狭い恋愛物ドラマよりもターゲットが広く個人視聴率の取れるファミリー向けドラマが増えていくなどの変化があった。「デイリー新潮」によれば2022年時点で実写ドラマのコア視聴率は2%（50人当たり1人）以上なら合格という状態になっている。

### 外部コンテンツの宣伝
テレビ番組に挟まるテレビCMに出稿する企業の構成が変化して動画配信サービス、ウェブコミック、ゲームのCMが増えるようになり、それがテレビ離れに繋がっているという指摘もある。なお日本テレビでは同社制作のテレビドラマにおいて公式に同社関連の動画配信サービス「Hulu」への誘導を行っている。

## 対策
テレビ局各局にとってテレビ離れの問題はテレビ離れに伴う業績悪化にあるため、テレビ局はテレビ離れへの対策として番組制作費の削減と放送外収入の拡大を進めている。例えばTBSでは同社の不動産である赤坂サカスが放送外収入の大きな柱となっており、同社は自社番組で放送法の隙間を突いた赤坂サカスの宣伝を行っている。また番組制作費の削減では例えば長時間番組を増やして制作費を抑えることが行われている ほか、番組の外注率を増やした上でコストの安い制作会社を使ったり、大型番組もまるまる制作費の安い地方の準キー局に外注したり、放映権料の安い韓国ドラマの放映権を買って放送したり などして、キー局はテレビ離れで落ちた利益を補うようになっている。
また不祥事問題によってスポンサー離れに加えて俳優離れ、ロケお断りまで起きたフジテレビでは赤字の中でアニメ事業だけ大きく伸びており、社長をアニメ畑の人物へと交代させて、ドラマ枠のアニメ枠への転換を進めている。
その他、テレビ局はインターネットとの融合化を図り、パソコン・スマートフォンに流れがちの層を意識したコンテンツの提供を図るとしている。2015年10月には在京民放キー局5局は共同でインターネット番組配信サービス「TVer」を開始した。
CM収入のある民放と異なり運営費を受信料収入で賄うNHKでもテレビ離れに伴い受信料未払いが増えており、ネット配信と共に将来の受信料徴収の義務化を見据えて、2020年4月 より常時同時配信・見逃し番組配信サービス「NHKプラス」を開始した。
また視聴率調査を行うビデオリサーチは2020年より機械式個人視聴率の調査を全国に拡大し、各局ともスポンサー受けの良い若年視聴者を重視するようになり、番組編成の大幅な改編を行うようになった（視聴率#新視聴率調査（2020年～）も参照）。

## 世界各国におけるテレビ離れ

### アメリカ合衆国
アメリカにおいても、テレビ離れが進んでいる との調査結果があり、特に若年層 とネットワーカーにおいて顕著である。若年層でも特に10代は、インターネット、携帯電話、ビデオゲームといったコンテンツを選択して時間の大半を過ごしている。同じネットワーカーでも中高年ではネットのほかにテレビや新聞の利用に多くの時間を割いても若年層のネットワーカーは従来のメディア利用を減らしてまでネットの利用を増やしているといった調査結果が出ている。
アメリカの統計サイト「Statista」によると、2011年時点で18歳から24歳の年齢層は週に平均26時間28分テレビを見ていたが、2017年には40パーセント減少して14時間31分となった。
アメリカでは、1970年代後半から1980年代にCNNをはじめとするケーブルテレビ（CATV）、衛星放送が普及し多チャンネル化の時代を迎えたことで、無料視聴が可能なCBS、NBC、ABCなどアメリカのテレビネットワーク局は、市場の支配力を低下させている。アメリカではケーブルテレビを含め、決められた時間に放映される形態のテレビのことをリニアTV（Linear-TV）と呼ぶ。
そのケーブルテレビも、2010年代に入るとNetflixなどのストリーミングサービスの普及により、「コード・カッティング」と呼ばれるケーブルテレビの契約を辞める行為が増加した。
ただし、スポーツ観戦においてテレビ放送は依然として大きな影響力を持っており、2015年のスーパーボウルは視聴者数が1億1440万人を記録し、アメリカ史上最も視聴されたテレビ番組となっている。
従来、アメリカのテレビネットワーク局はニールセンが調査・算出する視聴率データに頼ってきたが、録画視聴、テレビ局主導のオンライン配信プラットフォームなどの台頭により、真のユーザー数が測れない状況となりつつある。テレビの視聴率はひとつのツールに過ぎないものとなり、ニールセンはオンライン視聴者数やソーシャルメディアの動向についての調査を始めている。
2020年時点で、アメリカ国民の66％はテレビ（受像機）を通してストリーミング動画を視聴しており、OTT（Over The Top）やスマートテレビによる動画視聴が主流となりつつある。人気のあるストリーミングデバイスは、RokuやAmazon Fire TVである。
NetflixのCCOテッド・サランドスは、「重要なのは視聴率よりもエンゲージメント率である」と述べており、いわゆる視聴者の"量"よりも"質"を重視する姿勢を見せている。
ストリーミングサービスによるオリジナルコンテンツの増加により、近年の新作ドラマ数は急増しており、テレビ（放送）離れの一方で、大作・良作ドラマは増加しているともいわれる。この状況を表す"ピークTV"（Peak TV）という言葉が存在する。コンテンツ数が増加し、視聴者の好みが分散化したことで、共通の人気作品は少なくなってきている。

### イギリス
イギリスの英国放送協会 (BBC)では、テレビやビデオデッキなどを所有するための許可証を購入することによって受信料徴収を行っているが（TVライセンス制度）、インターネットで番組を視聴する人が増え、テレビ保有者が減少している。2015年には、受信料の不足を要因に約1000人をリストラすると発表した。
2019年のOfcomの調査によると、ニュースを取得する方法として65歳以上の年齢層ではテレビ（95%）が最も多く、16歳～24歳ではインターネット（83%）が最も多かった。
ガーディアン紙はNetflixなどの配信サービスの普及によって若い世代がテレビ離れの傾向にあり、ニュースの視聴スタイルが変化することで、政治の世界にも影響する可能性があると指摘している。
2020年2月には、ボリス・ジョンソン政権がBBCの受信料の廃止を検討していることが報じられた。サンデー・タイムスの報道によると、視聴する分だけ支払う課金制度へ移行し10チャンネル存在する全国放送についても削減を検討しているという。

## テレビ離れを題材にしたコンテンツ

### ニュース特集・ドキュメンタリー
- NHK 日本の、これから 第23回「テレビの、これから」第一部/第二部 2009年3月21日放送[13][156][157]
- NHK 1000人が考える テレビ ミライ 2013年2月1日放送[158]
- NHKニュースウオッチ9 特集 テレビ放送60年 変化する視聴スタイルとは 2013年2月7日放送[159]
- 東海テレビ放送「さよならテレビ」2018年9月2日開局60周年記念番組として放送[160]。2020年1月には劇場公開。
- TOKYO MX「堀潤モーニングFLAG」内「モニフラZ議会 W杯ABEMA特需～Z世代にテレビを見てもらうには？」[161]
- フジテレビ系「FNSソフト工場『テレビは終わった』」（制作: テレビ熊本） 2023年10月27日深夜放送[162][163]

### フィクション
- 映画 「お墓に泊まろう!」[164]